# Alloteratura cylindracaudata
Alloteratura cylindracaudata är en insektsart som beskrevs av Jin, Xingbao 1995. Alloteratura cylindracaudata ingår i släktet Alloteratura och familjen vårtbitare. Inga underarter finns listade i Catalogue of Life.